# ريتش أودي
ريتش أودي (بالإنجليزية: Rich Aude)‏ هو لاعب كرة قاعدة أمريكي، ولد في 13 يوليو 1971 في فان نويس في الولايات المتحدة.

## وصلات خارجية
- ريتش أودي على موقعبيزبول رفرنس.كوم (الدوري الرئيسي) (الإنجليزية)
- ريتش أودي على موقعبيزبول رفرنس.كوم (الدوري الثانوي) (الإنجليزية)